# Bolszaja Jega
Bolszaja Jega (ros. Большая Ега) – wieś (sieło) w Rosji, w obwodzie samarskim, w rejonie pochwistniewskim. W 2010 liczyła 396 mieszkańców.